# Chabournay
Chabournay es una comuna francesa situada en el departamento de Vienne, en la región de Nueva Aquitania.

## Demografía
| 526 | 484 | 432 | 553 | 689 | 725 | 1188 |
| Para los censos de 1962 a 1999 la población legal corresponde a la población sin duplicidades (Fuente: INSEE [Consultar]) |     |     |     |     |     |      |